# Ochsenheimeria
Ochsenheimeria är ett släkte av fjärilar som beskrevs av Jacob Hübner 1825. Ochsenheimeria utgör hela underfamiljen hornmalar, Ochsenheimeriinae, till  familjen höstmalar, Ypsolophidae.

## Dottertaxa tillOchsenheimeria, i alfabetisk ordning[1][2]
- Ochsenheimeria algeriella Zagulajev, 1966
- Ochsenheimeria baurella Zagulajev, 1966
- Ochsenheimeria bisontella Zeller, 1846
- Ochsenheimeria bubalella (Hübner, 1813)
- Ochsenheimeria capella Möschler, 1860
- Ochsenheimeria danilevskii Zagulajev, 1972
- Ochsenheimeria distinctella Zagulajev, 1972
- Ochsenheimeria glabratella Müller-Rutz, 1914
- Ochsenheimeria hederarum Millière, 1874
- Ochsenheimeria hugginsi Bradley, 1953
- Ochsenheimeria kisilkuma Zagulajev, 1966
- Ochsenheimeria lovyi Dumont, 1930
- Ochsenheimeria mediopectinellus/mediopectinella (Haworth, 1828), Mörkspräcklig hornmal
- Ochsenheimeria rupicaprella Mobius, 1935
- Ochsenheimeria talhouki Amsel, 1949
- Ochsenheimeria taurella ([Denis & Schiffermüller], 1775), Kohornsmal
- Ochsenheimeria trifasciata Wocke, 1871
- Ochsenheimeria urella Fischer von Röslerstamm, 1842, Uroxhornmal
- Ochsenheimeria vacculella Fischer von Röslerstamm, 1842, Stråtakshornmal

## Bildgalleri

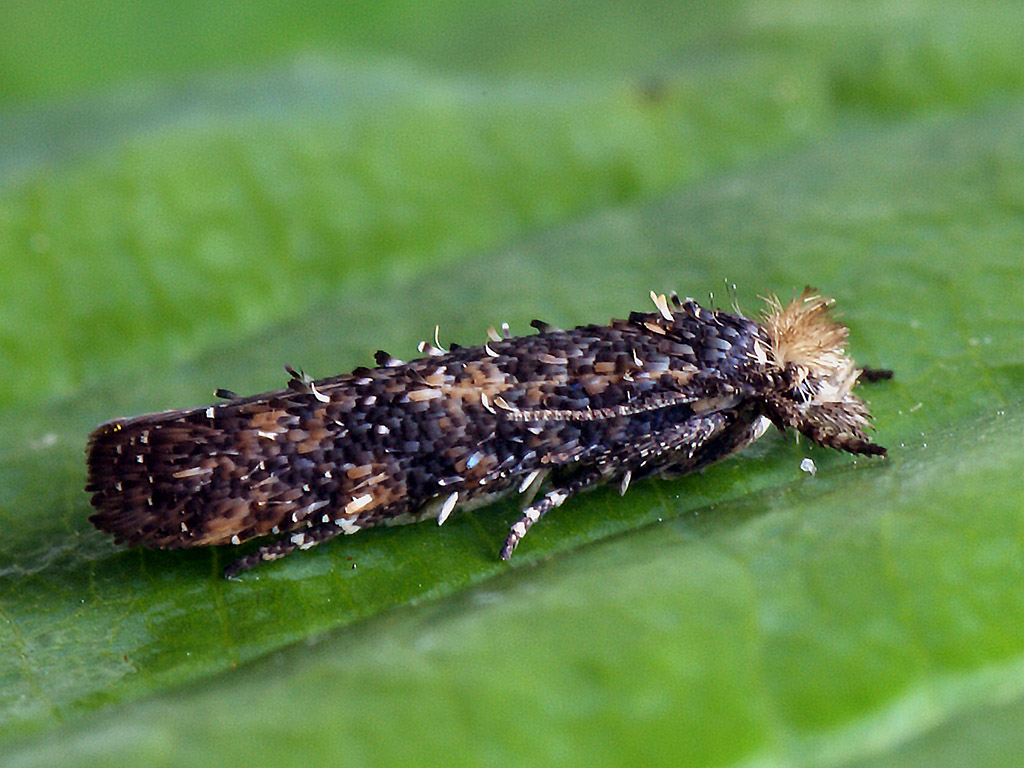
Kohornsmal, Ochsenheimeria taurella
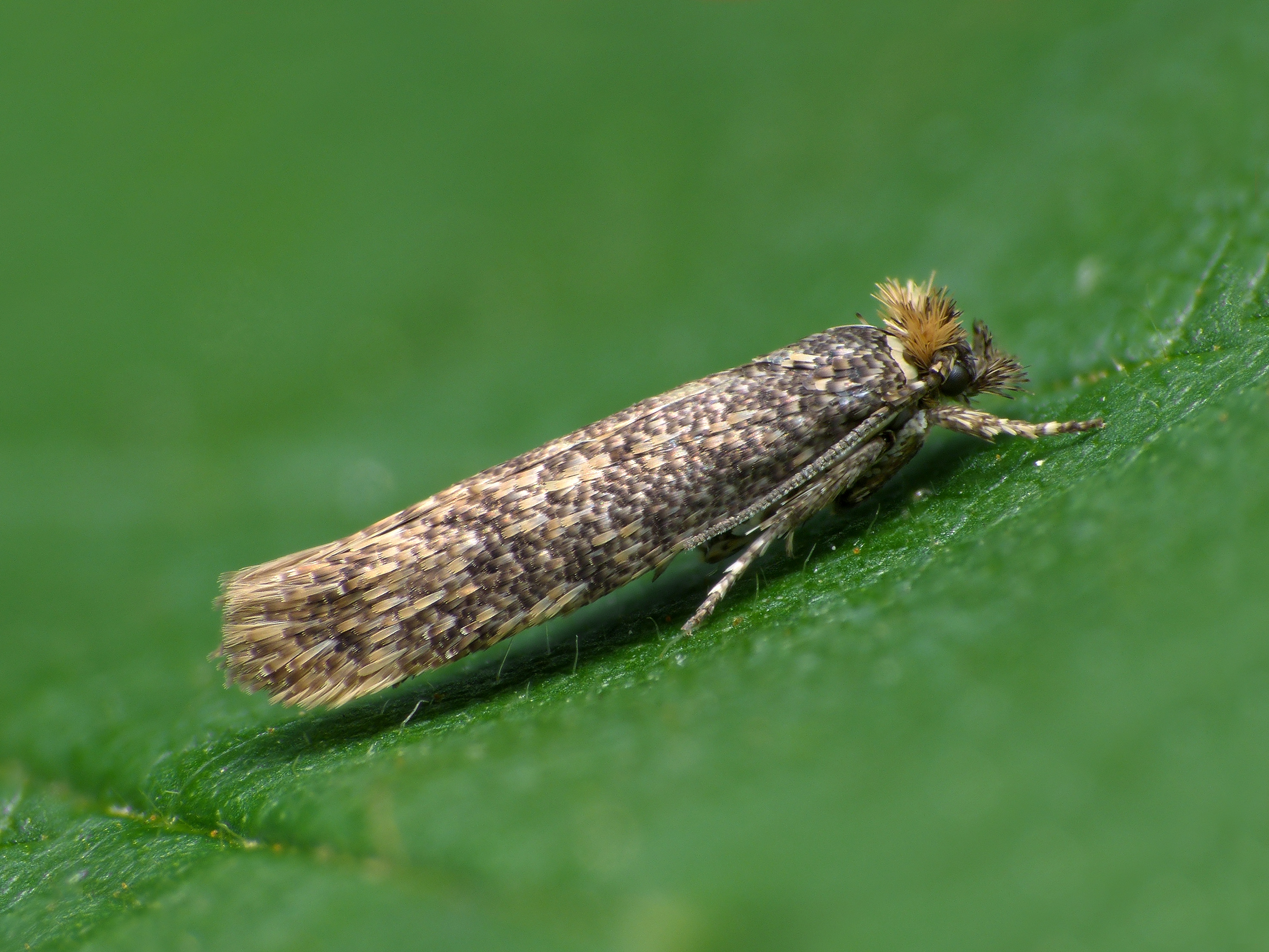
Uroxhornmal, Ochsenheimeria urella
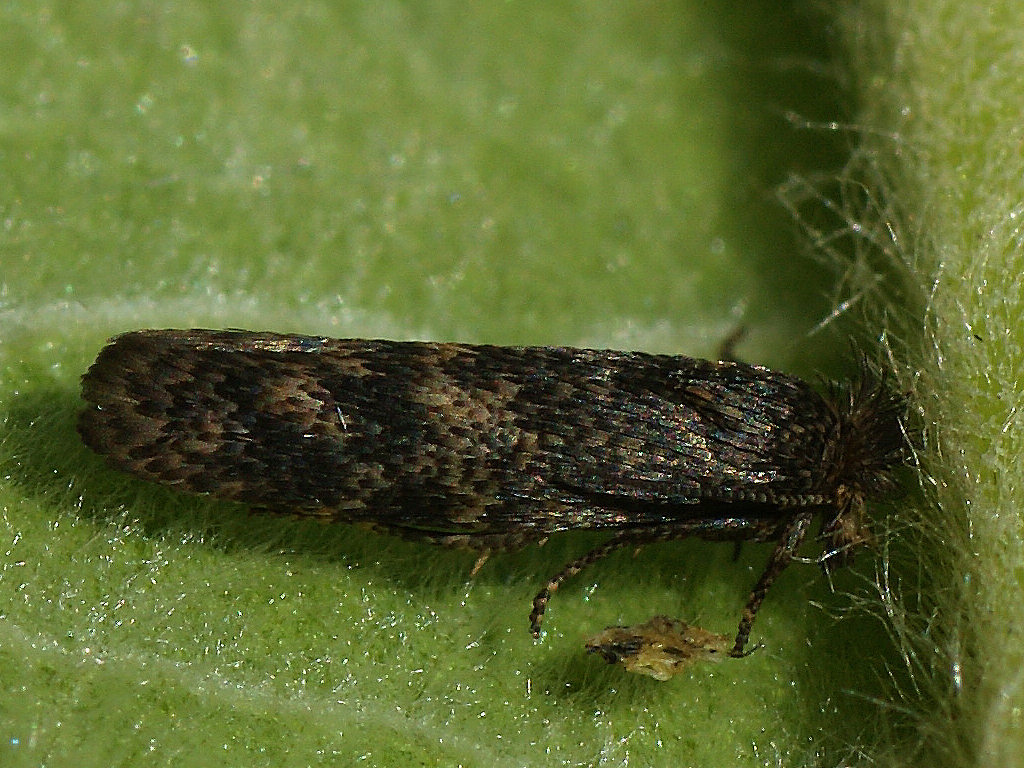
Ochsenheimeria vacculella